# Jules Pascin
Julius Mordekaj Pinkas, detto Jules Pascin (in bulgaro Юлиус Мордекай Пинкас?; Vidin, 31 marzo 1885 – Parigi, 2 giugno 1930), è stato un pittore bulgaro.

## Biografia
La giovinezza di Pascin fu profondamente segnata da un ambiente familiare complesso. Era il settimo di nove figli di Sophie Pincas (nata Russo) e Marcus Pincas, un ricco mercante di grano. La sua famiglia è di origini ebraiche sefardite.
L'infanzia di Julius fu dominata dalla figura paterna, Marcus Pincas, che "lo spaventava, governando la famiglia e il personale domestico con terrore primitivo", spesso frustando i servi e sfruttandoli sessualmente. Questo ambiente tirannico lasciò un trauma profondo nel giovane Julius. Per sfuggire a questa dura realtà, Julius trovò rifugio nella cucina, tra i servi, e nei suoi disegni, dove esercitava la sua immaginazione illustrando fiabe.
All'età di sedici anni, Pascin fuggì dalla casa familiare. Successivamente, incontrò Fanoriatal, un'aristocratica rumena del doppio della sua età, che era anche la direttrice di una casa di appuntamenti di Bucarest, che divenne la sua prima amante. Le ragazze della casa di tolleranza divennero le sue modelle.
Nel marzo del 1905, mentre Julius si trasferiva a Monaco, suo padre intervenne, proibendogli di usare il cognome "Pincas". Julius rispose sopprimendo il suo nome di battesimo e riorganizzando le lettere di "Pincas" per formare "Pascin", firmando da allora in poi con una 'P' maiuscola.
Pascin studiò l'arte del disegno all'Académie Colarossi. Come il suo contemporaneo, Henri de Toulouse-Lautrec, ha disegnato il paesaggio nei dintorni ed i suoi amici, sia uomini che donne, come soggetti per i suoi dipinti. Malgrado il vizio della frequentazione di varie feste, Pascin ha generato migliaia di dipinti ad acquerello e degli abbozzi, più le illustrazioni e le caricature che ha venduto a vari giornali e riviste. Pascin desiderava stare bene, ma in un momento della sua vita è stato profondamente depresso per l'incapacità di ottenere il successo critico con i suoi sforzi.
Morì suicida alla vigilia di un'esposizione prestigiosa dei suoi quadri e, il giorno del suo funerale, tutte le gallerie di Parigi chiusero in segno di lutto.

## Produzione artistica

### Anni formativi e sviluppo artistico iniziale
La produzione artistica di Pascin è pervasa dalla presenza di nudi e sessualità esplicita.
I suoi disegni di Bucarest, effettuati durante la sua permanenza nella casa di appuntamenti di Fanoriatal, richiamavano già lo spirito satirico di Simplicissimus, una rivista satirica tedesca, a cui iniziò a contribuire. La sua primissima opera fu pubblicata, e fu invitato a unirsi al circolo esclusivo di collaboratori. I suoi primi disegni per Simplicissimus erano caratterizzati da uno "stile crudelmente arguto", raffigurando la "feccia della società" e ispirati dai suoi ricordi, dall'ambiente circostante e dalle sue uscite notturne nei quartieri sordidi di Parigi. Col tempo, questa "maniera morbosa" scomparve gradualmente, e le sue linee divennero "più libere, eleganti, graziose e flessuose". I suoi personaggi si evolvettero per esprimere "l'allegria di una sottile malinconia, piuttosto che la smorfia orribile delle sue precedenti caricature sarcastiche" , indicando una maturazione della sua visione artistica oltre la mera satira. 

### Il Bohémien Parigino e la Maturazione Artistica
L'arrivo di Pascin a Parigi la vigilia di Natale del 1905 fu un evento di grande risonanza; la sua reputazione lo aveva preceduto, e fu accolto da una vera e propria delegazione internazionale di pittori e personalità. Fu accolto come uno dei futuri maestri dell'École de Paris, sebbene la sua arte sarebbe rimasta difficile da classificare, evidenziando fin dall'inizio la sua voce artistica unica e indipendente. Si integrò immediatamente nell'universo bohémien del Café du Dôme, un fulcro centrale a Montparnasse, luogo che avrebbe frequentato per il resto della sua vita. 
Inizialmente, Pascin si cimentò nella pittura, incoraggiato da Hermine David, adottando lo stile dei Fauves. Tuttavia, fu profondamente influenzato dalla sensualità presentie nelle opere di Watteau, Boucher e Fragonard, che scoprì durante le sue visite al Louvre. Questa influenza segnò un significativo cambiamento nella sua direzione artistica. Ciò portò allo sviluppo del suo distintivo "periodo perlaceo", caratterizzato da colori vaporosi che conferivano un'atmosfera voluttuosa di calma e serenità alle sue tele. Questo stile non era solo esteticamente unico, ma anche commercialmente di successo. Lo spostamento stilistico di Pascin fu esplicitamente collegato al suo studio dei maestri del XVIII secolo.   
La sua attività artistica si divideva principalmente tra ritratti, nudi e illustrazioni di Montmartre. Questi soggetti riflettevano le sue esperienze personali e le sue osservazioni della vita parigina. Un soggetto ricorrente e prominente erano i corpi di giovani donne.  Questo motivo artistico rispecchiava il suo ambiente sociale reale. Le sue fantasie, spesso confinate alla carta, presentavano personaggi mitici come Salomè, Venere e le Amazzoni. 

Pascin era considerato uno dei due disegnatori più talentuosi insieme a Picasso. Un aspetto chiave della sua filosofia artistica era il suo rifiuto di far parte di qualsiasi vera scuola o di seguire qualsiasi tendenza.

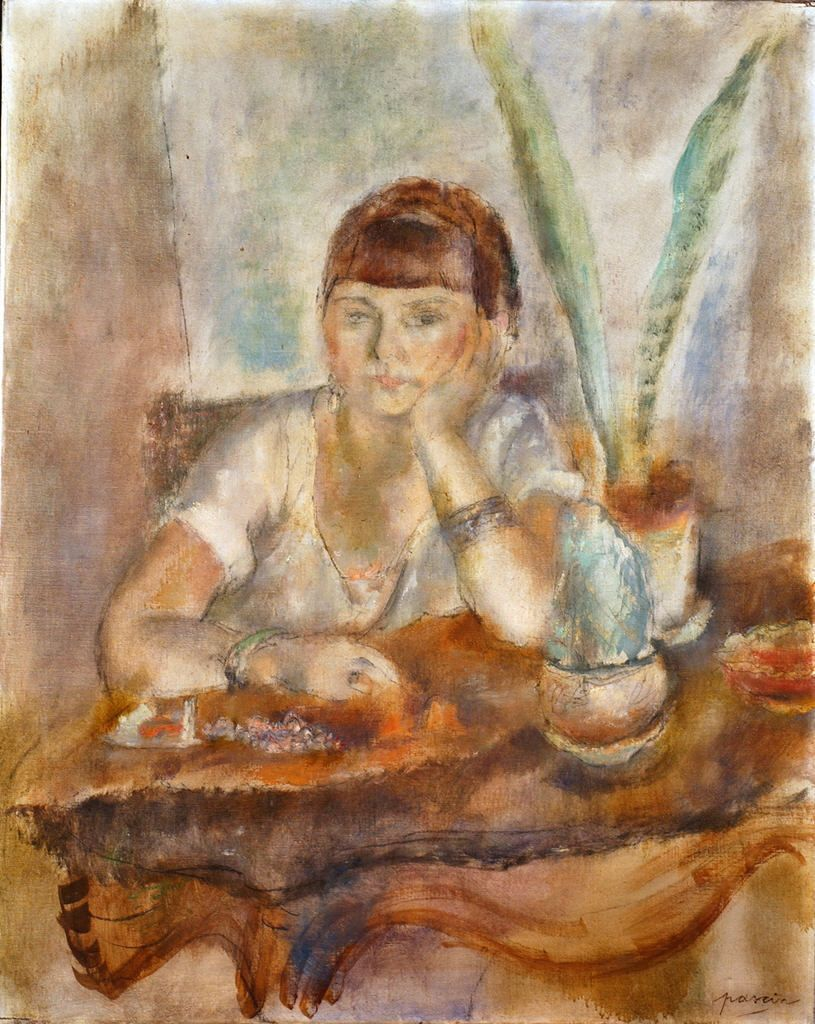
Ritratto di Mimi Laurent, 1927–1928
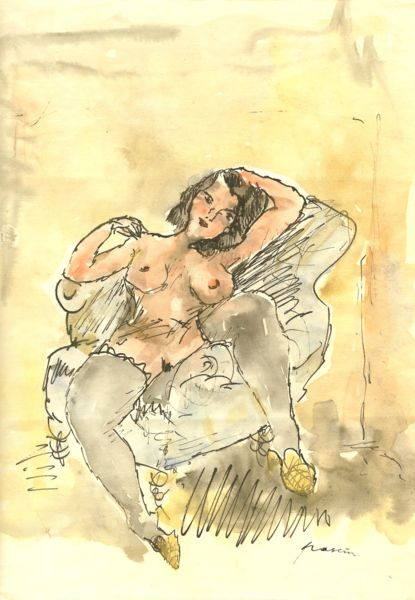
Nudo su una sedia
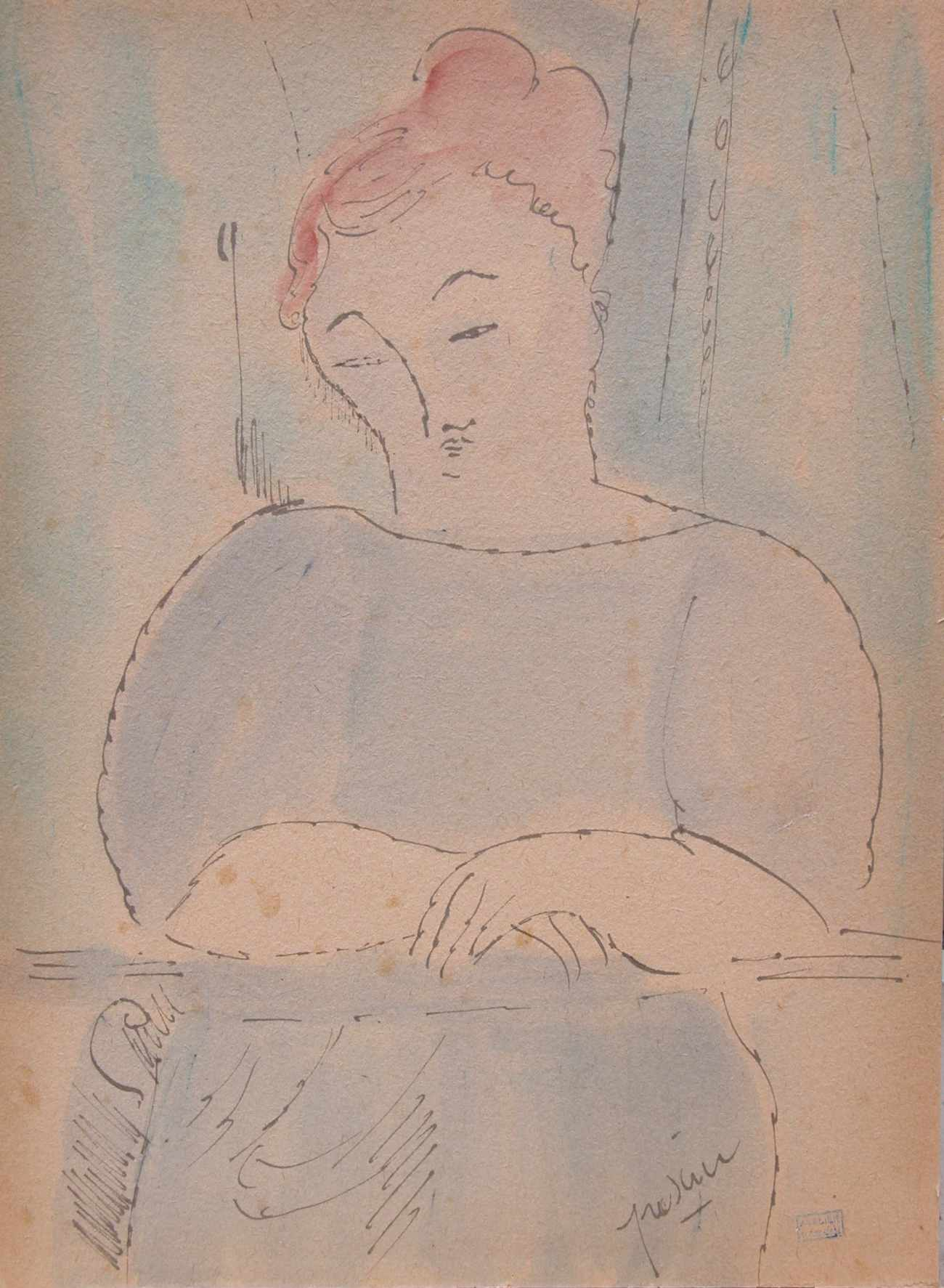
Pensare
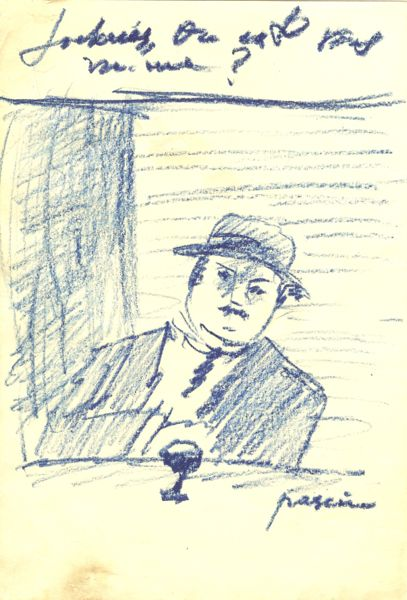
Uomo con un bicchiere di vino
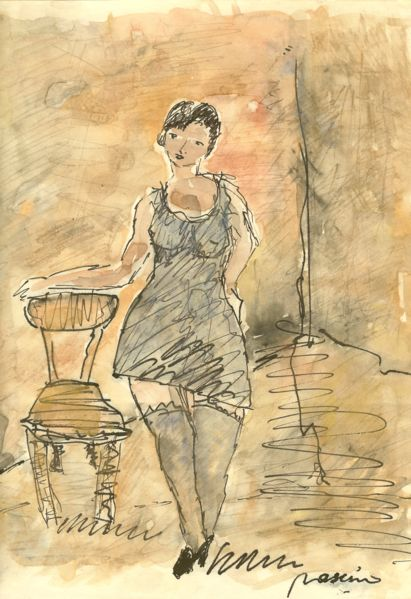
Donna con una sedia
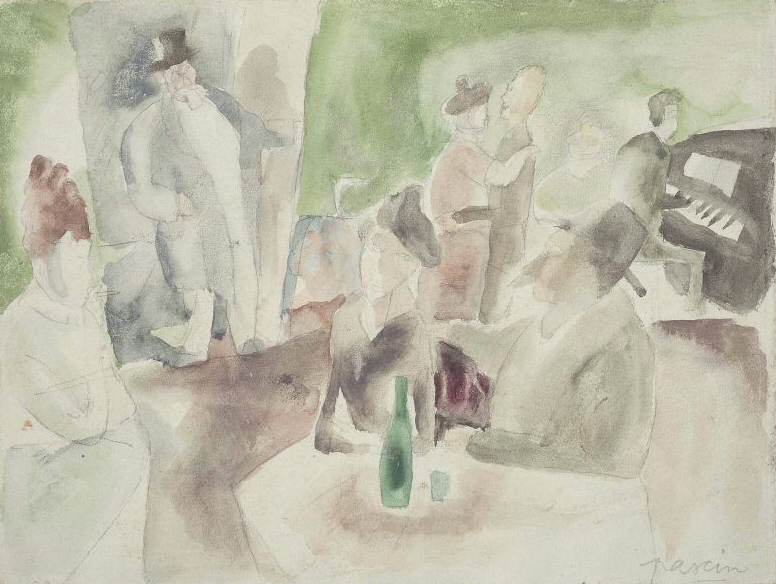
Scena in un caffè
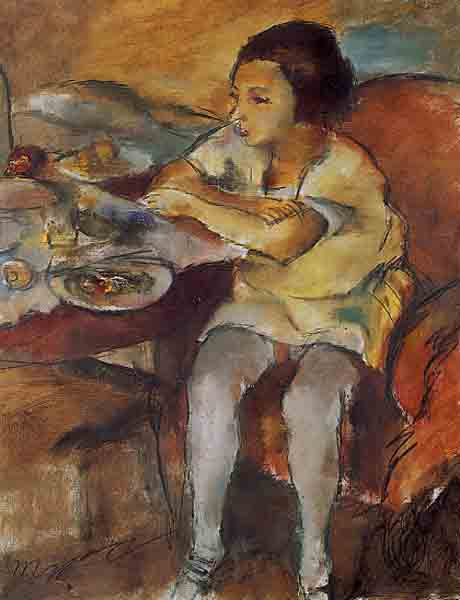
Il pranzo, 1923
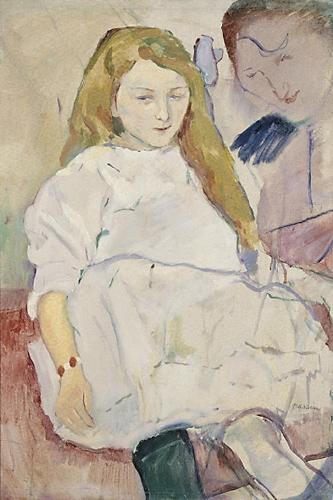
Madre e figlia